# Élection présidentielle haïtienne de 1950
 (novembre 2017).
Si vous disposez d'ouvrages ou d'articles de référence ou si vous connaissez des sites web de qualité traitant du thème abordé ici, merci de compléter l'article en donnant les références utiles à sa vérifiabilité et en les liant à la section « Notes et références ».
L'élection présidentielle haïtienne de 1950 s'est tenue en Haïti le 8 octobre 1950, dans le cadre des élections générales de 1950.

## Contexte politique
Pour une première fois dans l'histoire, le chef d'État haïtien est choisi lors d'un suffrage universel. Son mandat est fixé à six ans sans aucune possibilité de prolongation ou de réélection immédiate.
Le colonel Paul Magloire ne rencontre aucune opposition, sauf celle de l'architecte Fénélon Alphonse. Il entrera en fonction le 10 décembre 1950.

## Résultats
Les résultats sont annoncés le 24 octobre 1950.
| Candidats       | % des votes | Bulletins |
| --------------- | ----------- | --------- |
| Paul Magloire   | 100 %       | 527 625   |
| Total des votes | 100 %       | 527 625   |